# 十力
十力，佛教術語，指佛陀所具足的十種智力︰又稱如來十力、十神力。

## 出處
《雜阿含經·六八四經》：
|  | 如來、應、等正覺者，先未聞法，能自覺知，現法自知，得三菩提。於未來世，能說正法，覺諸聲聞，所謂四念處、四正斷、四如意足、五根、五力、七覺分、八聖道分，是名如來、應、等正覺，所未得法能得，未制梵行能制，能善知道、善說道，為眾將導。然後聲聞成就，隨法隨道，樂奉大師教誡、教授，善於正法，是名如來、應、等正覺、阿羅漢、慧解脫，種種別異。 何等為如來十力？謂： 1. 如來，處、非處，如實知，是名如來初力。…… 2. 如來，於過去、未來、現在業法，受因事報，如實知，是名第二如來力。…… 3. 如來、應、等正覺，禪、解脫、三昧正受，染惡清淨處淨，如實知，是名如來第三力。…… 4. 如來，知眾生種種諸根差別，如實知，是名如來第四力。…… 5. 如來，悉知眾生種種意解，如實知，是名第五如來力。…… 6. 如來，悉知世間眾生種種諸界，如實知，是名第六如來力。…… 7. 如來，於一切至處道，如實知，是名第七如來力。…… 8. 如來，於過去宿命種種事憶念，從一生至百千生，從一劫至百千劫，……宿命所更，悉如實知，是名第八如來力。…… 9. 如來，以天眼淨過於人眼，見眾生死時、生時，妙色、惡色，下色、上色，向於惡趣、向於善趣，隨業法受，悉如實知；……是名第九如來力。…… 10. 如來，諸漏已盡，無漏心解脫、慧解脫，現法自知，身作證：「我生已盡，梵行已立，所作已作，自知不受後有」，是名第十如來力。…… 如此十力，唯如來成就，是名如來與聲聞種種差別。 |

## 大乘經論記載
《瑜伽師地論》四十九卷：
1. 處非處智力。
2. 自業智力。
3. 靜慮解脫等持等至智力。
4. 根勝劣智力。
5. 種種勝解智力。
6. 種種界智力。
7. 遍趣行智力。
8. 宿住隨念智力。
9. 死生智力。
10. 漏盡智力。[1]

《菩薩地持經》卷十：
1. 處非處智力。
2. 自業智力。
3. 禪解脫三昧正受智力。
4. 諸根利鈍智力。
5. 種種解智力。
6. 種種界智力。
7. 至處道智力。
8. 宿命智力。
9. 生死智力。
10. 漏盡智力。[2]